# Гиз, Ян
Ян Август Гиз (нидерл. Jan Augustus Gies; 18 октября 1905, Амстердам, Нидерланды — 26 января 1993, Амстердам, Нидерланды) – член голландского Сопротивления, который вместе со своей женой Мип помогал скрывать Анну Франк, её сестру Марго, их родителей Отто и Эдит, семью ван Пелсьс и Фрица Пфеффера от фашистского преследования во время германской оккупации Нидерландов.
В литературной обработке дневника Анна назвала Яна псевдонимом Хенк ван Сантэн (нидерл. Henk van Santen).

## Биография
Гиз родился и вырос в южной части Амстердама. Он встретил свою будущую жену, австрийку Мип Гиз, в 1933 году, когда работал бухгалтером в местной текстильной компании; Мип работала там же помощником администратора. Позже они оба были уволены из-за начавшейся в 1929 году экономической депрессии, и Ян устроился в Социальную службу Амстердама, а Мип – в компанию Отто Франка «Опекта», но они продолжали поддерживать связь. Мип и Ян поженились в Амстердаме 16 июля 1941 года, после того как Мип начали угрожать депортацией в Вену (она до сих пор жила с австрийским гражданством) за то, что когда-то она отказалась присоединиться к Союзу девочек – молодёжной организации в составе гитлерюгенда. На их свадьбе присутствовали Отто и Анна Франк, Герман ван Пельс и его жена Августа, а также коллеги Мип Виктор Куглер, Беп Воскийль и Иоганнес Клейман, которые впоследствии также помогали семье Франк. Выйдя замуж за Яна, Мип автоматически получила нидерландское гражданство, после чего угроза депортации отпала.
В начале 1943 года Ян присоединился к нидерландскому Сопротивлению. Когда гонения на еврейское население Амстердама усилились, он посвятил себя помощи евреям и другим преследуемым национальным меньшинствам: вместе с борцами Сопротивления добывал для них продовольственные карточки, помогал найти укрытие и обеспечивал британскими газетами, свободными от нацистской пропаганды. Так как Гиз был социальным работником, он мог свободно передвигаться по городу, не вызывая подозрений.
Также Гиз помогал обустроить «Убежище» – задние комнаты дома на набережной Принсенграхт, где в 1942–1944 годах пряталась Анна Франк с семьёй и другими евреями. В течение двух лет Ян каждый день навещал их во время обеденного перерыва. Он делился с ними новостями, приносил продукты и купленные на чёрном рынке сигареты, а также книги из личной библиотеки своего друга. Однажды Ян и Мип даже заночевали в «Убежище».
В дополнение к сокрытию Фрица Пфеффера и семей Франк и ван Пельс в здании фирмы «Опекта», весной 1943 года Мип и Ян прятали в своём доме студента, который отказался подписать нацистскую присягу верности. В августе 1944 года «Убежище» было обнаружено, всех прятавшихся там евреев арестовали и депортировали в концентрационные лагеря. Однако Мип Гиз удалось сохранить дневник Анны Франк, прежде чем укрытие было разграблено голландской тайной полицией.

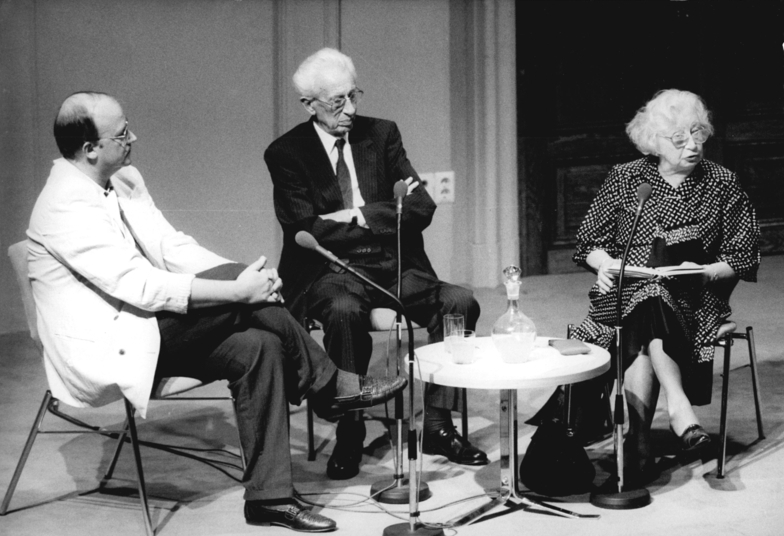
Ян Гиз (в середине) и Мип Гиз, 1989

Из восьми человек, которым Мип и Ян помогали прятаться, выжил только Отто Франк. После своего возвращения в Амстердам в июне 1945 года Отто переехал к семье Гиз и жил с ними в течение семи лет, а затем эмигрировал в Швейцарию, чтобы быть ближе к своей матери.
После публикации дневника Анны Франк в 1947 году, а особенно после его перевода на английский язык и адаптации для большого экрана, Яну и Мип стали уделять много внимания в средствах массовой информации. Они посещали мемориальные церемонии и читали лекции об Анне Франк и о важности противостояния фашизму. 8 марта 1972 года Яд ва-Шем признал Яна и Мип Гиз праведниками мира.
В 1993 году, в возрасте 87 лет, Ян Гиз умер в своём доме. Его жена умерла в 2010 году в возрасте 100 лет. У них остался сын Паул Гиз (родился в 1950 году) и трое внуков.